# Cultura chachapoyas

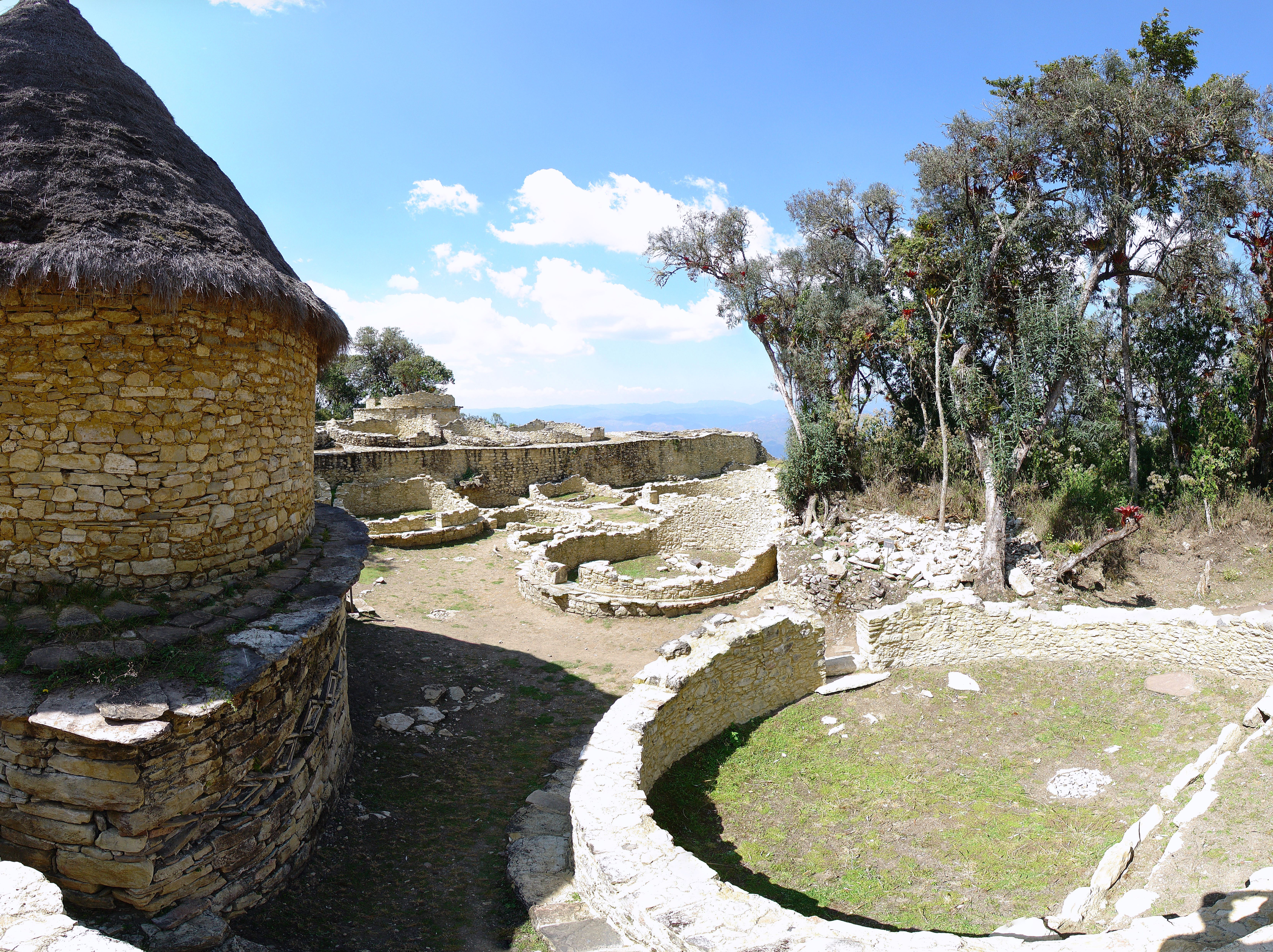
Kuélap

La cultura Chachapoyas va ser una de les civilitzacions del període de la prehistòria andina (1000 dC – 1476 dC). Aquesta cultura va ocupar el bosc boirós del nord-oest peruà. El seu nom evoca aquesta íntima relació amb el medi, ja que significa “el poble de la boirina”. La seva àrea nuclear es trobava entre el marge dret del riu Marañón i el marge esquerre del riu Huallaga, a l'altura dels cursos que passen pels actuals departaments de l'Amazones, San Martín i la Libertad.
Aquesta és una àrea de gran pluviositat, extremadament accidentada i amb densos boscos. Una gruixuda capa de boira cobreix aquests territoris durant gran part de l'any.
Les característiques geogràfiques obligaren la població a dispersar-se i per això són molt rars els assentaments que reuneixen més de quatre-centes unitats domèstiques. L'ocupació i l'ús de l'espai constitueixen una conquesta productiva i territorial, caracteritzada per la ubicació estratègica d'assentaments, fortificacions i fins i tot mausoleus.
L'agrest geografia i la lluita per la subsistència va afaiçonar un caràcter fort i indòmit entre els seus habitants, per això no estranya que l'expansió inca trobés forta resistència i que l'annexió resultés laboriosa, llarga i costosa. Tanmateix, els inques (Tahuantinsuyo) van conquerir aquests pobles i el seu territori durant el regnat de Túpac Inca Yupanqui, probablement al voltant de l'any 1476.

## L'arquitectura
El llegat arquitectònic de la cultura chachapoyas és un dels més impressionants i originals dels Andes prehispànics. Són típiques les seves cases de planta circular cobertes de teulades de palla de forma cònica, amb parets construïdes amb pedres unides amb argamassa d'argila. En alguns casos les pedres sobresortien lleugerament, la qual cosa formava dissenys en alt relleu amb patrons repetitius de rombes, triangles i greques principalment, disposats a manera de sanefes als murs externs i adornant les construccions més importants.
Gràcies al seu gran domini de l'arquitectura de pedra, van construir un dels monuments més
impressionants dels Andes centrals: l'erròniament dita fortalesa de Kuélap a la província de Luya, departament d'Amazones. Aquesta construcció s'ubica al cim d'una muntanya a 3.000 metres d'alçada, en un dels flancs del riu Utcubamba. Aquesta especial localització li va permetre dominar visualment el territori circumdant, la qual cosa li permetia un gran avantatge perquè podia identificar qualsevol amenaça amb antelació.
Kuélap es caracteritza per una enorme plataforma de quasi 600 per 150 metres (tot i que en alguns sectors l'amplada es redueix fins a 70 metres), conformada per una mal anomenada muralla construïda amb pedres calcàries de mida regular que en realitat és un gran mur de contenció. Aquesta plataforma suporta una altra de menor a l'extrem nord-oest. Damunt de la superfície de totes dues s'alcen més de 500 estructures de planta circular, moltes de les quals en mal estat de conservació. Tot i així, destaquen les construccions conegudes com El Torreón, El Castillo i el Tintero, aquest últim ha estat excavat i s'ha comprovat que s'hi realitzaven cerimònies i rituals.
Durant molt de temps hom va pensar que Kuélap era una fortalesa per la suposada muralla i la mida de les seves estructures. Tanmateix, a les excavacions no s'han trobat instruments de combat. Ans al contrari, la majoria d'objectes estan relacionats am el culte i aparentment l'emplaçament va ser un lloc sagrat, les característiques del qual encara estan en estudi.

## Pràctiques funeràries i culte als ancestres
Un dels llegats més distintius dels chachapoyes són els seus monuments i restes funeraris. Demostren la crucial importància dels seus rituals mortuoris i les profundes connotacions polítiques i socials del culte als ancestres. Quan un individu moria era sotmès a un curós procés de momificació. Els òrgans interns eren retirats per la cavitat anal, mentre que la massa encefàlica s'extreia a través de les fosses nasals. Així s'impedia que el cos es podrís i els chachapoyes concentraven aleshores la seva atenció en la conservació de la pell, aplicant-hi una sèrie de tractaments per a garantir la seva conservació. Això va ser un gran repte tenint en compte l'extrema humitat del territori que ocupaven. Malgrat això van tenir èxit, ja que aquestes mòmies han arribat fins avui en un excepcional estat de conservació.
Els individus eren col·locats en posició fetal i embolcallats en una mortalla o teixit simple com un paquet funerari. Molts d'ells portaven en la zona que corresponia a la ubicació de la cara, la imatge esquemàtica d'un rostre brodat inscrit en un cercle.

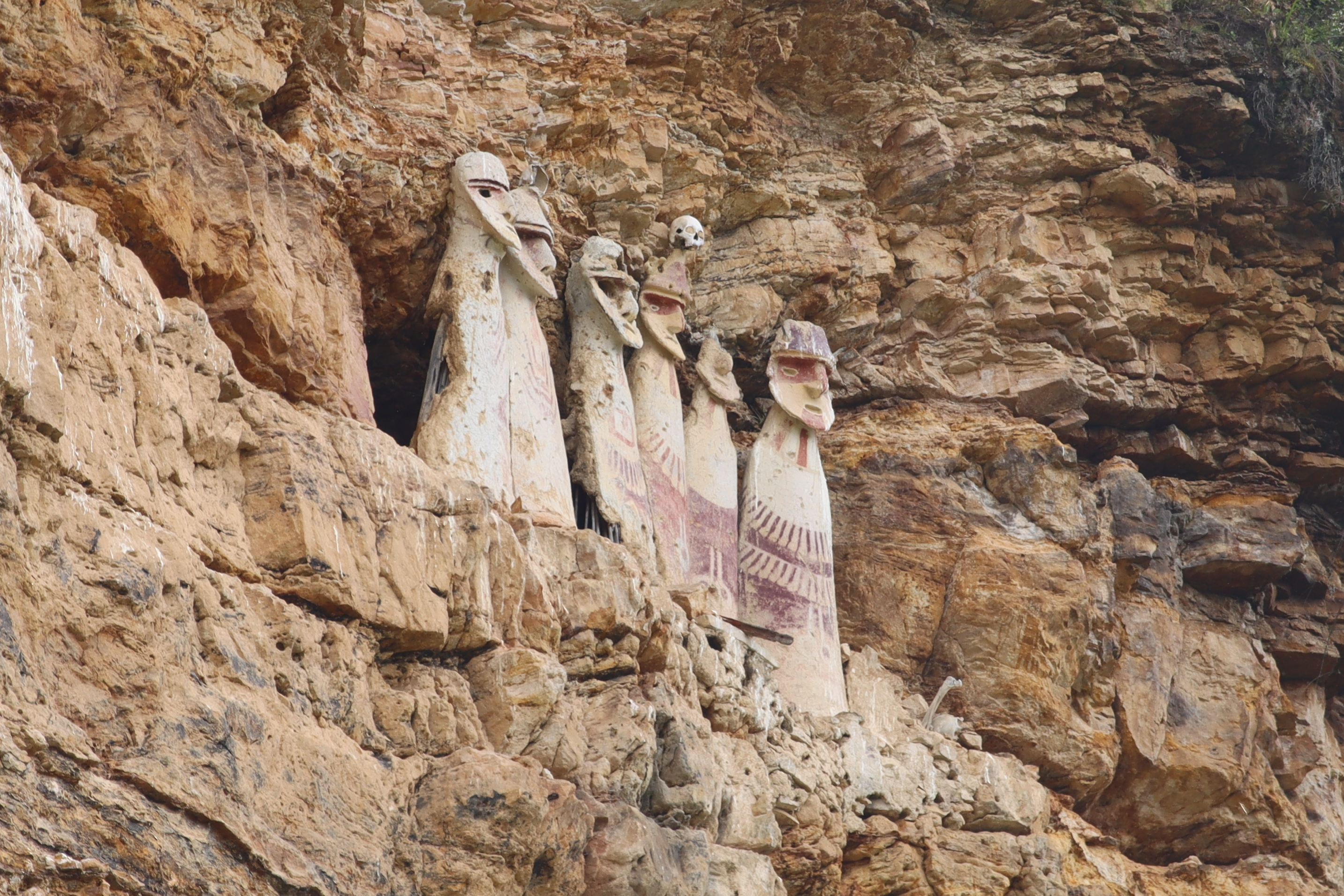
Sarcòfags d'argila de Karajía

Aquests farcells eren col·locats dins d'estructures funeràries o chullpas, és a dir, no estaven enterrats o coberts. La representació del rostre a la mortalla pretenia afirmar encara més els vincles familiars i/o socials entre els individus “enterrats” en una mateixa estructura. Mitjançant això es va atorgar una identitat comuna a tots els farcells, i consegüentment, als individus que contenien.
La idea d'estandarditzar la imatge dels rostres va involucrar també altres aspectes de la parafernàlia vinculada a les pràctiques funeràries dels chachapoyes, com la confecció dels seus famosos sarcòfags d'argila, que eren col·locats en forma vertical i l'extrem superior dels quals acabava en la representació d'un rostre modelat en forma semicircular, de prominent nas aguilenc així com ulls i boca suggerits gràcies als orificis. Destaca com a tret particular una espècie de forma arrodonida que corona el cap i el cantó inferior del qual es projecta com una espècie de visera sobre el front d'aquesta imatge. Es tracta d'una variació del rostre brodat en els embolcalls dels farcells. La seva aparició a dos suports diferents (els tèxtils de les mortalles i el fang modelats dels taüts) és senyal de l'evocació d'un mateix personatge, potser l'ancestre mític dels chachapoyes. Aquesta pràctica expressaria un culte totèmic a aquesta imatge que es va usar com a símbol cohesiu entre els membres d'aquesta civilització.
Els taüts i mausoleus dels chachapoyes són els trets més visibles del culte que dedicaven
als ancestres i la seva ubicació tan particular obeïa al propòsit de sacralitzar el territori. Els mausoleus ocupaven espais condicionats a penya-segats inaccessibles, i des d'aquestes ubicacions dominaren el paisatge que els envoltava. D'aquesta manera la veneració i culte als ancestres adquireix una dimensió tutelar i alhora omnipresent, convalidant el vincle entre les poblacions i el territori que ocupaven.
Els mausoleus chachapoyes més coneguts i més ben conservats són els de Revash, la Petaca, la
Laguna de los Cóndores i los Pinchudos. La seva ubicació, a penya-segats i barrancs localitzats a les profunditats de la selva, són un recordatori perenne de la destresa i el poder de les conviccions religioses dels antics habitants d'aquest regne de la boira.